# Liste de pyramides contemporaines
Une pyramide est une construction de forme pyramidale. Sauf exception, la base de la pyramide est carrée, et correspond à la face horizontale au sol. Du point de vue géométrique, une telle construction possède 5 sommets. Le sommet d'une pyramide désigne alors l'apex, son point le plus élevé. Dans le vocabulaire architectural, l'obélisque se distingue de la pyramide par sa hauteur qui est supérieure à trois fois la moitié de la base.
La notion d’Époque contemporaine est différente selon les pays.
Dans de nombreux pays, hors la France, et notamment dans les pays anglo-saxons, l'Époque contemporaine couvre environ les 80 années qui précèdent l'année en cours, ou encore la période de 1945 à nos jours (contemporary history). Il s'agit de la période pour laquelle des personnes vivantes, en nombre significatif, peuvent témoigner des événements historiques, politiques, économiques et sociaux, et où la trace de ces événements reste relativement vivace dans les mémoires et la transmission orale. Cette période correspond à l'ère atomique et à l'ère de l'informatique, ainsi qu'à la décolonisation et à la Guerre froide.
Les historiens français font néanmoins commencer l'Époque contemporaine, en tant que période de l'histoire de France ou de l'histoire de l'Europe, soit en 1789 (début de la Révolution française), soit en 1792 (abolition de la monarchie et proclamation de la République), cette période historique se prolongeant jusqu'au présent.

## Allemagne

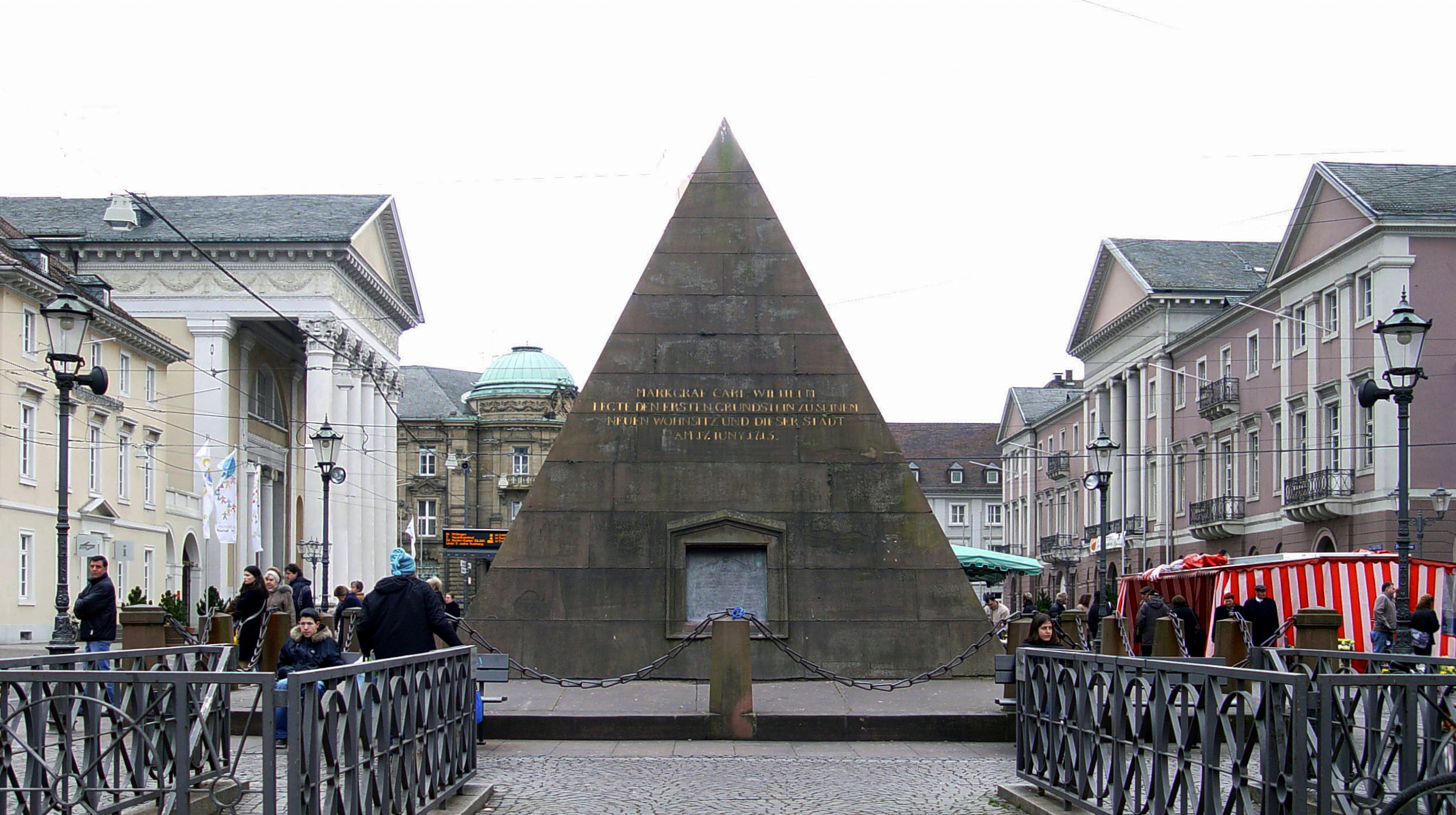
Pyramide de Karlsruhe

- Pyramide de Karlsruhe, pyramide de grès rouge située au centre de la place du marché à Karlsruhe, en Allemagne. C'est le tombeau du fondateur de la ville, le margrave Charles-Guillaume de Bade-Durlach.

## Angleterre
- Extension du musée Tate Modern. Accolée à la centrale électrique désaffectée dans laquelle a été installée la Tate Modern, sur la rive sud de la Tamise, une extension, conçue par les mêmes architectes suisses, Jacques Herzog et Pierre de Meuron auteurs du premier bâtiment[1], et qui devrait coûter 358 millions d'euros, a ouvert ses portes en juin 2016[2],[3] : il s'agit de la Switch House ("maison tordue"), le premier bâtiment prenant le nom de Boiler House. Sur les 23 600 m2 du New Tate Modern[4], une première partie d'une superficie de 2 000 m2, les Oil Tanks, deux anciens réservoirs de mazout transformés, sont destinées aux performances, à la danse et au cinéma expérimental[2],[5].

## Argentine
- La pyramide de Mai (en esp. Pirámide de Mayo, en réalité un obélisque) se dresse au centre de la place de Mai à Buenos Aires et est le premier monument patriotique ― c'est-à-dire commémorant l’indépendance ― dont se dota la capitale argentine.

## Canada

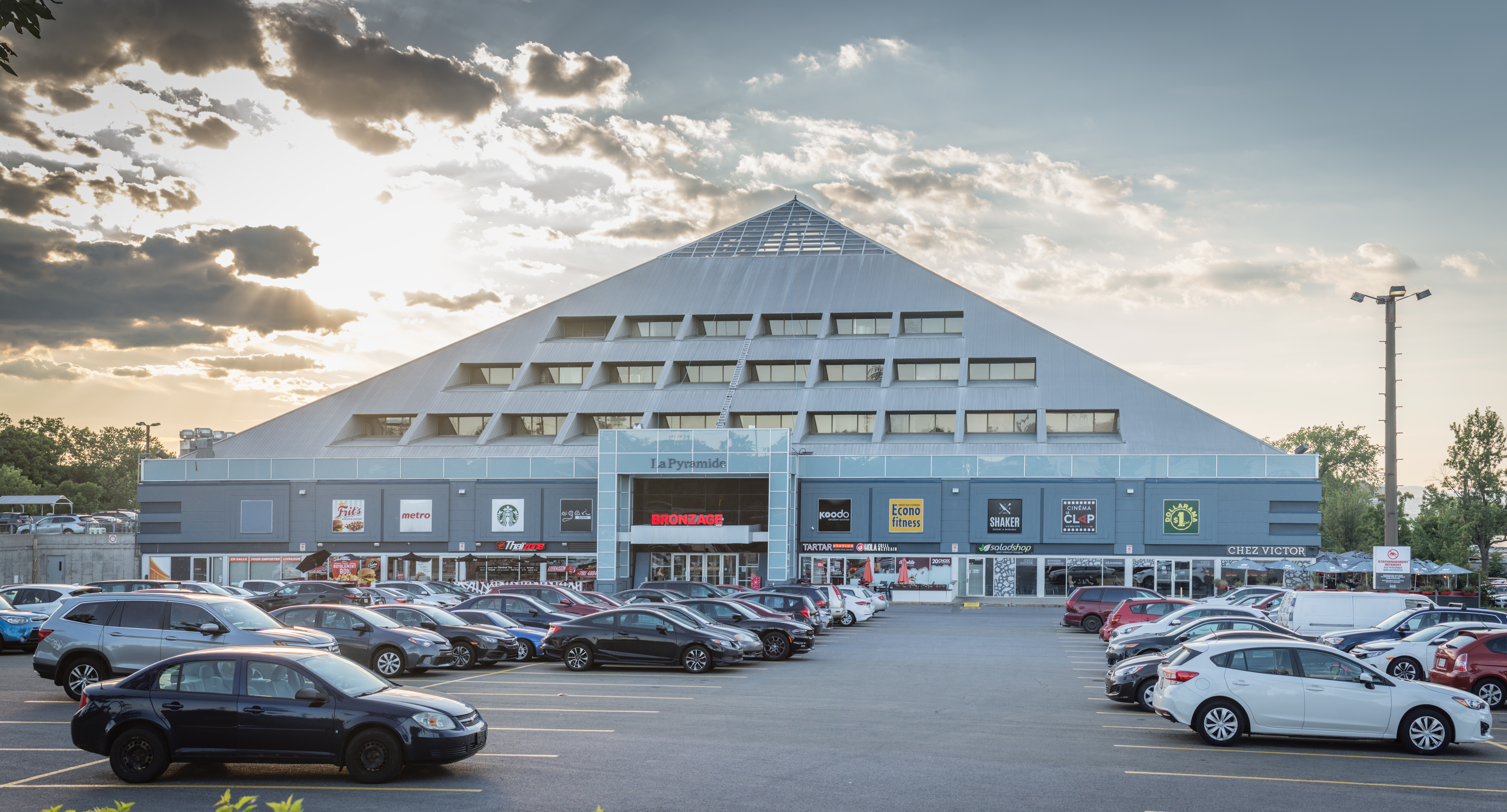
La Pyramide de Sainte-Foy

- Pyramide de Sainte-Foy à Québec.

## Corée du Nord
- Hôtel Ryugyong, gratte-ciel pyramidal de 105 étages situé dans le quartier de Potong-gang à Pyongyang en Corée du Nord.

## États-Unis
- Pyramid Arena, Memphis (Tennessee), salle omnisports située sur les bords du fleuve Mississippi dans le centre de Memphis, dans l'État du Tennessee.
- Transamerica Pyramid, à San Francisco. Construite par William Pereira, c'est le deuxième plus haut gratte-ciel de la ville de San Francisco, dans l'État de Californie, après la Tour Salesforce. Ce bâtiment constitue l'un des symboles de la métropole, avec le Golden Gate Bridge.
- Walter Pyramid, Long Beach (Californie). C'est la salle de basket-ball et de volley-ball de l'université d'État de Californie à Long Beach. Inaugurée le 30 novembre 1994, elle a la forme d'une pyramide et peut accueillir 5 000 spectateurs. Nommée à l'origine simplement Pyramid elle fut rebaptisée Walter Pyramid le 5 mars 2005 en l'honneur de Mike et Arline Walter, donateurs de longue date pour l'Université de Long Beach.
- Pyramide support de radar sur la base de Nekoma dans le Dakota du Nord[6]

## Finlande
- Maison en bois à Sysmä[7].

## France

Mairie de Nanterre

Voir aussi : Liste des pyramides en France
- La Grande-Motte est une commune qui se caractérise par une grande homogénéité architecturale, dont les éléments les plus visibles sont les immeubles en forme de pyramides[8].
- Marina Baie des Anges, à Villeneuve-Loubet[9].
- Mairie de Nanterre[10].
- Les pyramides d'Évry[11]
- Les pyramides du GIAT à Bourges[12].
- Pyramide du Louvre, Paris
- Pyramide Espace François 1er, Romorantin-Lanthenay

## Kazakhstan
- Palais de la paix et de la réconciliation à Astana[13].